# Orkdal
Orkdal was een gemeente in de Noorse provincie Trøndelag. De plaatsen Geitastrand,  Gjølme, Orkanger/Fannrem, Svorkmo en Vormstad maken onderdeel uit van de gemeente. De gemeente telde 11.891 inwoners in januari 2017. Per 1 januari 2020 fuseerde Orkdal met Agdenes, Meldal en een deel van Snillfjord tot de gemeente Orkland.

## Geboren
- Knut Torbjørn Eggen (1960-2012), voetballer en voetbaltrainer
- Roar Ljøkelsøy (1976), schansspringer